# Línea 33 de TMB
La línea 33 es una línea regular de autobús urbano de la ciudad de Barcelona gestionada por la empresa TMB. Hace su recorrido entre la Zona Universitaria y La Verneda, con una frecuencia en hora punta de 5-9min y en algunas horas con frecuencias de 3min situando a la línea 33 como la línea de mayor frecuencia en Barcelona.

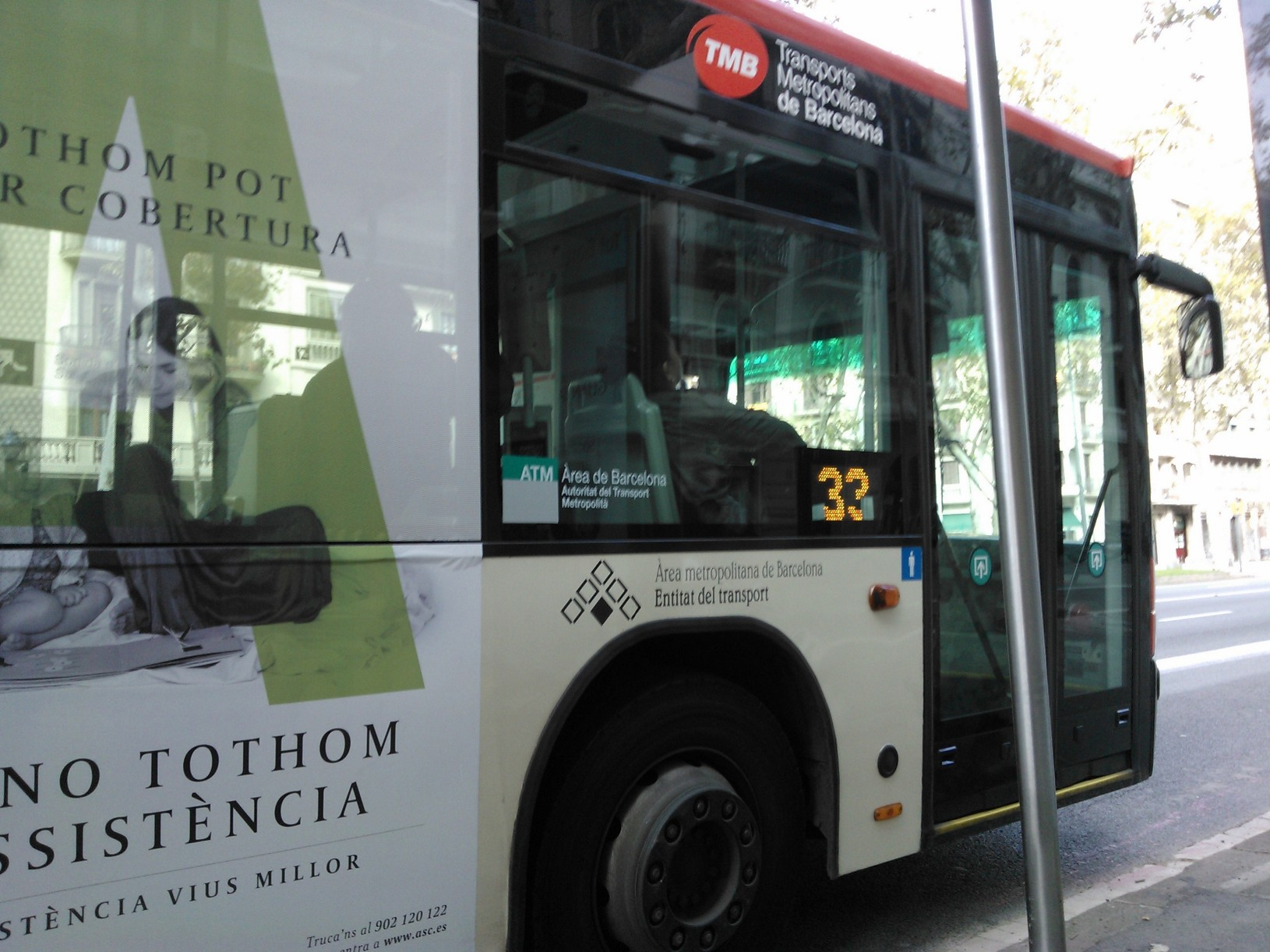
Autobús de la línea 33 en Av. Diagonal con Pº San Juan destino Verneda.

## Horarios
| 33         | Primer servicio A: Verneda | Primer servicio A: Z. Universitaria | Último servicio A: Verneda | Último servicio A: Z. Universitaria |
| Laborables | 07:10                      | 06:20                               | 23:00                      | 22:00                               |
| Sábados    | 07:10                      | 06:20                               | 23:00                      | 22:00                               |
| Festivos   | 09:10                      | 08:10                               | 23:00                      | 22:00                               |

## Recorrido
- De Z. Universitària a Verneda por: Av. Ejército, Jordi Girona, T. Coronel Valenzuela, Av. Diagonal, Pl. Francesc Macià, Av. Diagonal, Bailén, Valencia, Bilbao, Rba. Guipúzcoa, Rba. Prim, Santander y Jaume Brossa.

- De Verneda a Z. Universitària por: Jaume Brossa, Rba. Prim, Rba. Guipúzcoa, Felipe II, Clot, Mallorca, Av. Diagonal, Pl. Francesc Macià, Av. Diagonal y Av. Ejército.

## Otros datos
| Prestación                   | Disponibilidad en la línea |
| ---------------------------- | -------------------------- |
| Adaptada a                   | Sí                         |
| TMB iBus (tiempo de espera ) | Sí                         |
| Pantallas informativas       | Sí                         |
| Línea de tránsito rápido     | No                         |
| Circula en días festivos     | Sí                         |